# Leprechaunus humilis
Leprechaunus humilis är en insektsart som beskrevs av Capener 1972. Leprechaunus humilis ingår i släktet Leprechaunus och familjen hornstritar. Inga underarter finns listade i Catalogue of Life.